# Cyclophora myrtaria
Cyclophora myrtaria är en fjärilsart som beskrevs av Achille Guenée 1858. Cyclophora myrtaria ingår i släktet Cyclophora och familjen mätare. Inga underarter finns listade i Catalogue of Life.